# THeMIS
Das TheMIS (Tracked Hybrid Modular Infantry System) ist ein unbemanntes Bodenfahrzeug (UGV) des estnischen Unternehmens Milrem Robotics.
| weitere technische Daten  |                 |
| Gesamtgewicht             | 2,83 Tonnen     |
| Nutzlast                  | 1,2 Tonnen      |
| Motor Laufzeit elektrisch | 0,5 h bis 1,5 h |
| Motor Laufzeit-Hybrid     | 12 h bis 15 h   |
| Leistung:                 |                 |
| Zugkraft                  | 21 kN           |
| Operativer Bereich        | 1,5 km          |
| max. Steigung             | 60 %            |

## Beschreibung
Das TheMIS dient hauptsächlich für militärische Anwendungen. Es ist modular aufgebaut und kann sowohl mit als auch ohne Waffensysteme eingesetzt werden.
Das Kettenfahrzeug fährt autonom und soll Infanterieeinheiten bei der Aufklärung, Evakuierung bzw. Materialnachschub und einer direkten Feuerunterstützung im Einsatz zur Seite stehen.

## Varianten
- THeMIS Cargo, soll abgestiegene Truppen unterstützen, indem es alles trägt, was ein Soldat normalerweise tragen müsste.
- THeMIS Cargo Mortar carrier
- THeMIS Cargo CASEVAC
- THeMIS Combat Support
- THeMIS Combat with ADDER DM
- THeMIS Combat with PROTECTOR RWS
- THeMIS Combat with deFNder Medium
- THeMIS Combat with R400S-MK2-D-HD
- THeMIS Combat with GUARDIAN 2.0
- THeMIS Combat with Hero-120
- THeMIS Observe with the KX-4 LE Titan
- THeMIS with GroundEye

## Kampfeinsätze
Der erste Einsatz des Systems war 2019 im Rahmen der Opération Barkhane in Mali.
Das THeMIS wird von der Ukraine im Russisch-Ukrainischen Krieg eingesetzt. Laut dem Oryx-Blog ging mit Stand November 2024 mindestens ein Fahrzeug verloren.

## Nutzerländer
- Australien
- Deutschland
- Estland
- Frankreich
- Indien
- Indonesien
- Italien
- Niederlande
- Norwegen
- Österreich
- Polen
- Schweden
- Spanien
- Thailand
- Ukraine[4]
- Vereinigtes Königreich
- Vereinigte Staaten